# 田野毛茛
田野毛茛（学名：Ranunculus arvensis）为毛茛科毛茛属下的一个种。

## 扩展阅读
- 維基物種上的相關：田野毛茛